# N384 (België)
De N384 is een gewestweg in de Belgische provincie West-Vlaanderen. De weg verbindt Heist, deelgemeente van Knokke-Heist, met Zeebrugge, een deel van de stad Brugge. De weg heeft een totale lengte van 1,0 kilometer.

## Traject
De N384 loopt vanaf de N300 naar het westzuidwesten en kruist eerst de spoorlijn naar de bundel CWT om vervolgens 90° af te buigen om aan de grote rotonde aan te sluiten op de N34.

## N384a
De N384a is een zeer korte verbindingsweg tussen de N34 en de N359 in Heist. De weg kent een lengte van ongeveer 50 meter en gaat via de Krommedijk.